# Francs-archers
Die Francs-archers [fʁɑ̃.zaʁ.ʃe] (deutsch Freischützen) bildeten die erste stehende Infanterie in Frankreich.
Die Francs-archers wurde 1448 unter König Karl VII. gebildet, nachdem schon vorher stehende Truppen leichter und schwerer Reiter im Jahr 1445 aufgestellt worden waren. Jede französische Gemeinde wurde zur Stellung eines gekleideten und gerüsteten Archers verpflichtet, der jederzeit bereit sein musste, ins Feld zu ziehen.
Die Francs-archers erhielten bestimmte Rechte, insbesondere besaßen sie Steuerfreiheit, woher sich auch ihr Name ableitet. Gemeinsame Waffenübungen fanden nicht statt, daher bewährte sich die Truppen in den Kämpfen gegen Burgund und die Aristokratie nicht sonderlich gut. König Ludwig XI. reorganisierte 1466 die Francs-archers, deren Gesamtstärke sich seinerzeit auf etwa 14.000 Mann belief. Es wurden 28 Kompanien zu je 500 Mann aufgestellt. Ein Teil der Mannschaft wurde mit der Armbrust, ein anderer mit Spießen und ein dritter mit Bogen bewaffnet. Ebenfalls wurden Teile der Truppe mit Beilen ausgerüstet.
Für die Aushebung der Francs-archers wurde Frankreich in vier Bezirke eingeteilt, die bis in das 18. Jahrhundert die Basis der militärischen Landeseinteilung geblieben ist. In jedem Bezirk wurden vier Sammelplätze bestimmt, an denen zu festgelegten Terminen jeweils 1.000 Francs-archers gemustert wurden. Den Kommandeuren dieser vier Bezirke wurde der Titel bzw. Rang „Capitaine général“ zugebilligt.
Die ganze Einrichtung war bei den Bauern wie beim Adel verhasst. Man verspottete die Francs-archers als Francs-taupins („Freimaulwürfe“), auch haben sie sich gelegentlich eher als freche Räuberbande erwiesen. Die Truppe selbst wurde 1479, nach der Schlacht bei Guinegate, wo sie den deutschen und flämischen Spießen nach kurzem Widerstand erlag, wieder aufgelöst.
Karl VIII. führte sie im Jahre 1485 ein, ohne aber, dass sie an einer Schlacht teilnahmen, und so besiegelte Ludwig XII. 1508 ihr Schicksal und löste sie endgültig auf.